# 毛利徳鶴丸
毛利 徳鶴丸（もうり とくつるまる）は、戦国時代後期の人物。父は毛利隆元。毛利輝元の弟にあたる。

## 生涯
天文22年（1553年）以降、毛利隆元の次男として生まれた。母は内藤興盛の娘（大内義隆の養女）・尾崎局。幼名は徳鶴丸。
没年は不詳。同時代史料などでは徳鶴丸の活動を確認できず、かなり早い段階で夭折したと考えられている。そのためか、兄・輝元が記した永禄12年（1569年）に比定される12月13日付の書状では、「誠に我々ことは、兄弟の一人も御座なく候、手も力なき趣に候、曲なく候」と、自身に兄弟がいなかったかのように記されている。
徳鶴丸が夭折したことより、隆元の男子は輝元一人となり、輝元が長らく実子に恵まれなかったことも相まって、毛利氏の後継者問題につながった。輝元は従兄弟の秀元を後継者としたが、その後に嫡子・秀就が誕生したことで毛利家中に混乱が生じ、ひいては徳川家康が家中の問題に介入するようになった。